# Rieke de Maeyer
Rieke de Maeyer (* 6. Februar 1992 in Aschaffenburg) ist eine belgische Biathletin.

## Leben
Rieke de Maeyer besitzt zwei Staatsbürgerschaften, da ihr Vater Belgier und ihre Mutter Deutsche ist. Sie hat einen Teil ihres Lebens in der Wedemark verbracht, hat heute aber ihren Lebensmittelpunkt in Saarbrücken, wo sie an der Universität des Saarlandes Informatik studiert. Sie startet für das Biathlon Team Saarland e.V. und trainiert im vereinseigenen Leistungszentrum südlich von Lebach. Während der Vorbereitung auf die Biathlon-Weltmeisterschaften 2019 im schwedischen Östersund absolvierte de Maeyer zwei Semester ihres Masterstudienganges im finnischen Joensuu und trainierte in dieser Zeit im wenige Kilometer entfernten Kontiolahti im dortigen Biathlonstadion.

## Sportlicher Werdegang
Nachdem sie bei den Sommerbiathlon-Weltmeisterschaften 2015 in Rumänien noch für Deutschland an den Start gegangen war, wechselte sie kurz darauf den Verband und tritt seit der Saison 2016/17 fast ausschließlich im zweitklassigen IBU-Cup für Belgien an. Ihre beste Einzelplatzierung dort ist ein 52. Platz, den sie im Winter 2019/20 bei den IBU-Cup-Rennen in Ridnaun im Massenstart60 erreichte.
Rieke de Maeyer nahm für Belgien an den Biathlon-Europameisterschaften 2017 und 2021 sowie an den Biathlon-Weltmeisterschaften 2019, 2020 und 2021 teil.

## Statistik

### Platzierungen im Biathlon-Weltcup
Die Tabelle zeigt alle Platzierungen (je nach Austragungsjahr einschließlich Olympische Spiele und Weltmeisterschaften).
- 1.–3. Platz: Anzahl der Podiumsplatzierungen
- Top 10: Anzahl der Platzierungen unter den ersten zehn (einschließlich Podium)
- Punkteränge: Anzahl der Platzierungen innerhalb der Punkteränge (einschließlich Podium und Top 10)
- Starts: Anzahl gelaufener Rennen in der jeweiligen Disziplin
- Staffel: inklusive Mixed- und Single-Mixed-Staffeln

| Platzierung              | Einzel | Sprint | Verfolgung | Massenstart | Staffel | Gesamt |
| ------------------------ | ------ | ------ | ---------- | ----------- | ------- | ------ |
| 1. Platz                 |        |        |            |             |         |        |
| 2. Platz                 |        |        |            |             |         |        |
| 3. Platz                 |        |        |            |             |         |        |
| Top 10                   |        |        |            |             |         |        |
| Punkteränge              |        |        |            |             | 3       | 3      |
| Starts                   | 2      | 2      |            |             | 3       | 7      |
| Stand: 31. Dezember 2021 |        |        |            |             |         |        |